# 葉問4：完結篇
《葉問4：完結篇》（英語：Ip Man 4: The Finale）是一部2019年香港傳記動作片，為2015年電影《葉問3》的續集，以及「葉問系列电影」正傳的第四集。由葉偉信執導，黃子桓、深澤寬、陳大利、梁禮彥編劇，甄子丹、吳樾、吳建豪及史考特·艾金斯領銜主演；並由鄭則仕、陳國坤、敖嘉年及克里斯·柯林斯主演；李宛妲特別介紹，袁和平任動作導演。該片於2019年12月20日在香港上映。

## 劇情
1964年，葉問自從妻子張永成病逝後，陪次子葉正在香港過著簡單的生活，某天被診斷出癌症而不知如何向兒子交代。而葉正當天剛好因多次在學校打架而被退學，不瞭解事情經過的葉問與兒子的關係日漸惡化。葉問在醫院巧遇原先天台拳館鄰居家的小孩，得知他剛赴美留學回港工作，於是心中打定主意要安排兒子赴美唸書。當時葉問的徒弟李小龍已在美國舊金山成立武館，他的一位美國人徒弟比利赴香港，為葉問送上李小龍邀請葉問至舊金山觀賽的機票，葉問馬上動身前往舊金山，啟程前委託老友肥波幫忙照看兒子，並約定每晚十點必會打長途電話回家。
葉問抵達舊金山後受華人移民梁根的協助，準備從唐人街中華總會會長萬宗華手上取得兒子入學所需的推薦信，但萬宗華等一眾武術師傅，都不滿李小龍打破唐人街慣例、開武館教授洋人武術，聲言葉問若不說服李小龍收手則不給予推薦信。葉問決定想其他方法，在國際空手道大會上目睹李小龍大放異彩，李小龍答應會委託他的律師徒弟幫忙寫推薦信，隨後在徒弟面前單靠一人打敗公然挑釁他的一群當地武術家。葉問備妥資料前往當地學校跟校長會面，得知校方只接受中華總會的手信，除非贊助學校一萬美元就能免除信件並立即讓葉正入學。
陷入進退兩難的葉問離開學校時撞見萬宗華之女萬若男，她當時因為被提拔為學校啦啦隊隊長，而被當時嫉妒她的本地同學貝琪帶人霸凌，葉問出手救下若男而得到她的尊敬。兩人回到中華總會時，萬宗華不聽取女兒辯解且拒絕讓步，決定跟葉問用武術一決高下，但兩人切磋武術過程中遭遇地震而中斷。葉問走前表示自己只想保護若男、別無他意，同時從他們父女的身上看到自己跟葉正的影子，意識到自己確實從未理解過兒子的感受。貝琪在與若男的衝突中被劃傷臉頰，跑回家將錯誤怪在若男身上，她的父親安德魯身為美國移民及歸化局官員，得知女兒受襲後決定想辦法遣返唐人街的華人。
美國海軍陸戰隊士官吳赫文作為李小龍的徒弟，希望將中國武術納入軍營訓練課程，儘管孤掌難鳴但不斷嘗試多次後，最終在上司支持下前往唐人街舉辦的中秋節晚會上錄影收集資料。但陸戰隊軍士長巴頓·格迪斯瞧不起中國武術，得知上司站在赫文一方之後，派遣他的麾下空手道教練哥連·費特帶人衝到中秋晚會上尋架鬧事。唐人街一眾武術師傅無法忍受費特的囂張態度而上台挑戰他，但最後全部落敗，在場的葉問同樣看不下去，出手打斷費特的肋骨使他狼狽落敗。眾人為葉問歡呼的同時，萬宗華這時剛好被安德魯等移民局人員以幫非法移民偽造身份資料為由而帶回去問話。
格迪斯得知費特被重傷後，憤怒之下決定親自挑戰中國武術，衝進中華總會找身為會長的萬宗華尋仇，最後到移民局以官階脅迫安德魯將萬宗華轉交給他。萬宗華再也忍無可忍，於是跟隨格迪斯到軍營展開激戰，但最後仍然不敵對方而全身負傷、右腿骨折住院。葉問親眼目睹華人被當地人如此鎮壓，如今還被冠上莫須有罪名，於是決定幫萬宗華討回公道，準備去挑戰前致電兒子道出自己得癌症的事情，噩耗的傳來讓葉正徹底悔改、向父親認錯。在軍營的對決中，葉問勉強撐住自己患癌的身體跟身手了得的格迪斯對打，多次被對方重創卻依然屹立不倒，最後將身體當肉盾、趁機弄折格迪斯的手臂，再出寸拳將不可一世的格迪斯擊敗，獲得赫文與軍營全員的掌聲。康復的萬宗華為葉問遞上推薦信作為感謝，而葉問表示自己並非想搬來這裡，在他們父女的送別下離開舊金山。
回香港後，葉問跟葉正和解，選擇尊重兒子的決定並教授他詠春拳，最後提議兒子用錄像機錄下自己打木人樁的全過程作為傳承。直到1972年時，葉問因頭頸癌逝世，終年79歲，李小龍親自前往告別式致意。自2001年起，美國海軍陸戰隊正式將中國武術列為必修訓練課程。

## 演員
| 演員                        | 角色            | 備註 |
| 甄子丹                      | 葉問            | 詠春拳宗師，師承陳華順，多年前與家人逃難到香港定居。數年前才經歷妻子病逝，如今自己也診斷患上癌症加上與葉正父子失和而背負龐大壓力。 |
| 陳國坤                      | 李小龍          | 葉問的徒弟之一，如今在美國舊金山成立了自己的武館，身為截拳道創始人，開館所收的徒弟包含中國人及美國人。                             |
| 吳樾                        | 萬宗華          | 太極拳師傅，舊金山的唐人街中華總會會長，看不慣當地的洋人想盡辦法鎮壓著華人，因此禁止唐人街所有武館教授洋人。                       |
| 吳建豪 （粵語配音：羅偉傑） | 吳赫文          | 華裔美國海軍陸戰隊士官，李小龍的徒弟之一，受他啟發而決心將中國武術列入軍方訓練課程之一，即使想法不被一些人接受。                   |
| 史考特·艾金斯               | 巴頓·格迪斯     | 美國海軍陸戰隊軍士長，空手道高手，態度強硬、鐵石心腸，價值觀保守的他看不起中國武術，想盡辦法刁難赫文。                             |
| 李宛妲                      | 萬若男          | 萬宗華之女，自主堅強，對習武無興趣，更喜歡在學校啦啦隊上跳舞，跟父親總是會有摩擦，父女關係猶如葉問和葉正。                         |
| 鄭則仕                      | 肥波            | 香港警察的華人探長，葉問在香港的多年好友，也是他最為信任的人之一，這次在他赴美時幫他看家、照看葉正。                               |
| 葉禾 （粵語配音：李震權）   | 葉正            | 葉問的次子，母親去世後被父親獨自養大，如今處於叛逆期，對唸書無興趣，更喜歡習武，屢次跟父親因意見不合發生爭吵。                     |
| 敖嘉年                      | 梁根            | 原香港《華人日報》總編輯，葉問的多年好友，陪家人移民美國舊金山多年，這次再度出面協助葉問。                                         |
| 羅莽                        | 羅駿霆          | 大聖劈掛門師傅，葉問在香港的老友，如今也陪家人移民至舊金山，成為中華總會的一份子。                                                 |
| 周小飛                      | 蔣師傅          | 形意拳師傅，中華總會的一員。 |
| 高強                        | 趙師傅          | 七星螳螂拳師傅，中華總會的一員。                                                                                                   |
| 克里斯·柯林斯               | 哥連·費特       | 美國海軍陸戰隊外僱的空手道教練，黑帶四段的高手，同樣將中國武術視為笑柄。                                                           |
| 賽門·希彥巴                 | 比利            | 移民局少數的黑人職員，李小龍的徒弟之一，崇拜中國武術，對身為師公的葉問也相當尊敬。                                                 |
| 葛蕾絲·恩格勒特             | 貝琪·華特斯     | 萬若男在學校啦啦隊上的競爭對手，十分嬌縱放肆，不滿若男過於活躍而帶人欺凌她。                                                       |
| 安德魯·連恩                 | 安德魯·華特斯   | 貝琪的父親，美國移民局的高官，有嚴重的種族歧視，經常以職務之便，用各種理由找唐人街華人的麻煩。                                     |
| 妮可拉·史都華·希爾          | 嘉布蕾拉·華特斯 | 貝琪的母親，對女兒溺愛、縱容，一旦出事總是主觀認定是對方的問題。                                                                   |

熊黛林以客串形式飾演張永成，葉問的已故妻子，僅在結尾以《葉問3》的片段回放形式出現。

## 製作

### 拍攝
本片於2018年4月開始製作，並於同年7月結束。
2019年11月27日，甄子丹在北京举行的记者招待会上称，表示《叶问4》不仅是《叶问》系列的最后一集，同時亦是他最后一部功夫片：“作为演员、电影创造者，拍那么多的电影，留下有些大家喜欢，也有些不喜欢的作品，在这条充满挑战的路上，拍功夫片（的数量）都差不多。但是我作为演员必须要不断往前走，这才是演戏最大的意义。感谢《叶问》系列，我希望它可以在中国电影历史上书写宝贵的一页，我会在演员之路上继续探索。”不过在12月4日，甄子丹在深圳宣传会上解释「不拍功夫片不等于不拍动作片，动作电影可以溷入格斗或科幻的元素在裡面，功夫片是只会在华语电影圈才会出现，外国不会有的。

## 發行

### 評價
爛番茄的新鮮度獲得85%。在Metacritic上，電影獲得了62分。

### 票房
香港方面，上映三日票房累計750萬港幣。最終衝破3,000萬大關，2019香港電影票房十大第二位。
台灣方面，正式上映前一天，搶先場票房為新台幣300萬元；首日票房為新台幣1200萬元；首週票房累計至新台幣5367萬元；12月28日，上映九天全台票房破億；次週票房累計至新台幣1.13億元；第三週票房累計至新台幣1.55億元；第四週票房累計至新台幣1.7億元；最終全台票房為新台幣1.85億元。
中国大陆方面，連續三日奪得單日票房冠軍。1月11日，上映二十二天突破10億人民币。
新加坡方面，此片成為2019年亞洲電影開畫票房冠軍，累計709萬新加坡元，榮登十大亞洲票房之首。
馬來西亞方面，此片打破大馬華語電影優先場票房紀錄；首週三天票房為1050萬令吉，打破大馬電影首週票房紀錄；截至1月1日為止，票房累計至3030萬令吉，奪馬來西亞電影史上最高華語片票房紀錄。
| 上一届： 《誤殺》                 | 2019年中国内地一周票房冠军 第50-51週 | 下一届： 《寵愛》             |
| 上一届： 《誤殺》                 | 2020年中国内地一周票房冠军 第4-7週   | 下一届： 《樵夫·廖俊波》      |
| 上一届： 《誤殺》                 | 2020年中国内地一周票房冠军 第10週    | 下一届： 《誤殺》             |
| 上一届： 《野蠻遊戲：全面晉級》   | 2019年台北週末票房冠軍 第51-52週     | 下一届： 《白頭山：半島浩劫》 |
| 上一届： 《星球大戰：天行者崛起》 | 2019年香港一週票房冠軍 第52週        | 下一届： 《白頭山：火山浩劫》 |
| 上一届： 《星球大戰：天行者崛起》 | 2019年香港週末電影票房冠軍 第52週    | 下一届： 《白頭山：火山浩劫》 |

## 獎項及提名
| 年度 | 颁奖典礼                    | 奖项                   | 姓名                       | 结果 |
| ---- | --------------------------- | ---------------------- | -------------------------- | ---- |
| 2020 | 第3屆最港電影大獎           | 我最喜愛港片           | 《葉問4：完結篇》          | 提名 |
| 2020 | 第39屆香港電影金像獎        | 最佳導演               | 葉偉信                     | 提名 |
| 2020 | 第39屆香港電影金像獎        | 最佳攝影               | 鄭兆強                     | 提名 |
| 2020 | 第39屆香港電影金像獎        | 最佳剪接               | 張嘉輝                     | 獲獎 |
| 2020 | 第39屆香港電影金像獎        | 最佳美術指導           | 麥國強                     | 提名 |
| 2020 | 第39屆香港電影金像獎        | 最佳服裝造型設計       | 利碧君                     | 提名 |
| 2020 | 第39屆香港電影金像獎        | 最佳動作設計           | 袁和平                     | 獲獎 |
| 2020 | 第39屆香港電影金像獎        | 最佳原創電影音樂       | 川井憲次                   | 提名 |
| 2020 | 第39屆香港電影金像獎        | 最佳音響效果           | 李耀強、姚俊軒             | 獲獎 |
| 2020 | 第39屆香港電影金像獎        | 最佳新演員             | 李宛妲                     | 提名 |
| 2020 | 第3屆MOVIE6全民票選電影大獎 | 全民票選最佳新演員     | 李宛妲                     | 提名 |
| 2020 | 香港電影我撐場民選大獎2020  | 最撐新演員             | 李宛妲                     | 提名 |
| 2020 | 第27屆華鼎獎                | 最佳男配角             | 陳國坤                     | 獲獎 |
| 2020 | 第59屆亞太影展              | 最佳動作演員           | 吴樾                       | 獲獎 |
| 2020 | 第16屆中美電影節            | 年度最佳男配角         | 吴樾                       | 獲獎 |
| 2020 | 第16屆中美電影節            | 金天使獎年度最佳製片人 | 黃百鳴、于冬、甄子丹、葉偉信 | 獲獎 |
| 2020 | 第16屆中美電影節            | 年度最佳導演           | 葉偉信                     | 獲獎 |
| 2020 | 第16屆中美電影節            | 年度最佳男主角         | 甄子丹                     | 獲獎 |
| 2023 | 第18屆中國電影華表獎        | 优秀故事片             | 《叶问4：完结篇》          | 提名 |

## 續集
2023年5月，據報導，東方影業在坎城影展上宣布將製作續集《葉問5》，甄子丹將回歸演出，前導海報也已由甄子丹發布。

## 外部連結
- 互联网电影数据库（IMDb）上《葉問4：完結篇》的资料（英文）
- Metacritic上《葉問4：完結篇》的資料（英文）
- AllMovie上《葉問4：完結篇》的资料（英文）
- 爛番茄上《葉問4：完結篇》的資料（英文）
- Box Office Mojo上《葉問4：完結篇》的資料（英文）
- 開眼電影網上《葉問4：完結篇》的資料（繁體中文）
- 香港影庫上《葉問4：完結篇》的資料（繁體中文）
- 时光网上《葉問4：完結篇》的資料（简体中文）
- 豆瓣电影上《葉問4：完結篇》的資料 （简体中文）